# Pianos for Peace
 (mars 2019).
Pianos for Peace est un organisme sans but lucratif (OSBL) dont le but principal est de créer la paix via la musique et l'éducation.
Cette organisation a été fondée par Malek Jandali en 2015 et son bureau est à Atlanta.
Le festival annuel de Pianos for Peace se déroule à Atlanta sur une période de deux semaines. Au cours de ce festival, des pianos déjà peints sont mis en vue de tous, dans les lieux publics et des parcs de la ville. Ensuite, ces pianos seront offerts aux écoles, aux centres sociaux, aux hôpitaux, aux maisons de retraite et si besoin, aux autres organisations,,.

## Galerie

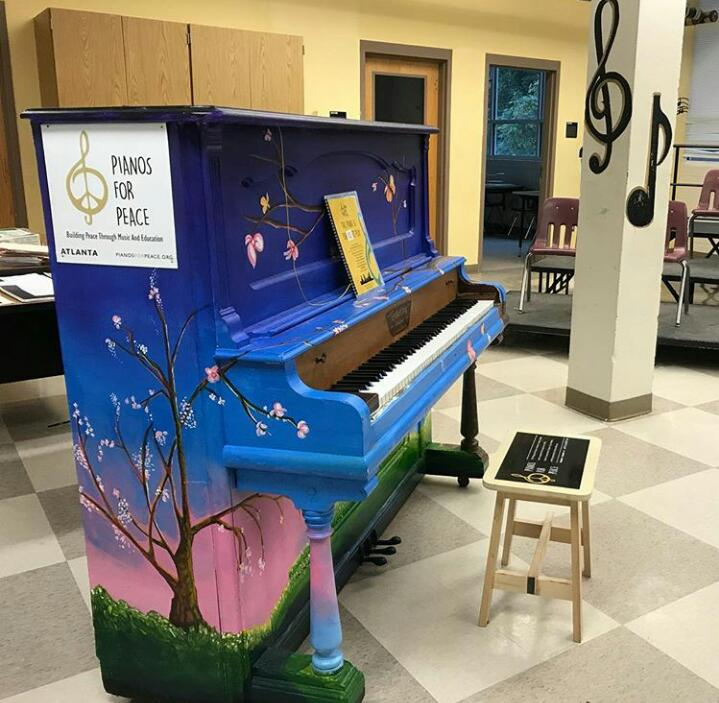
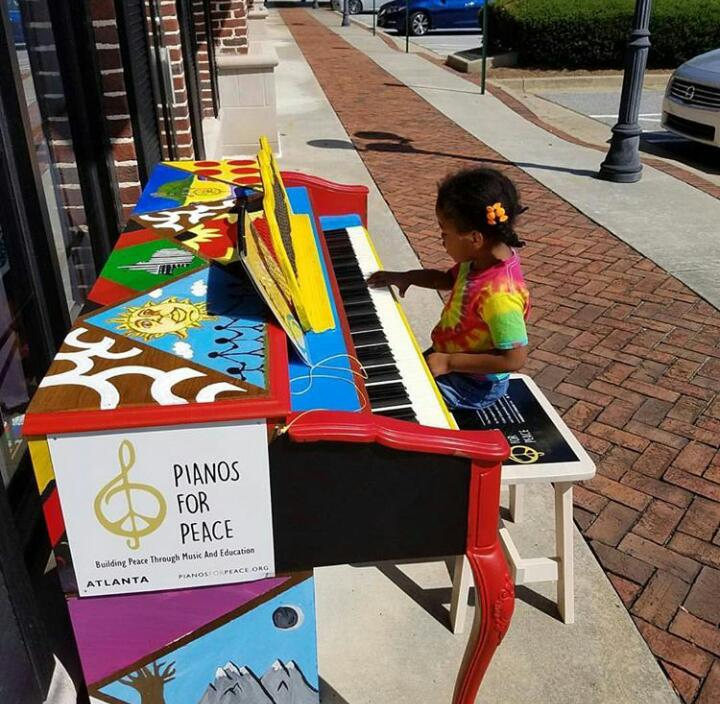
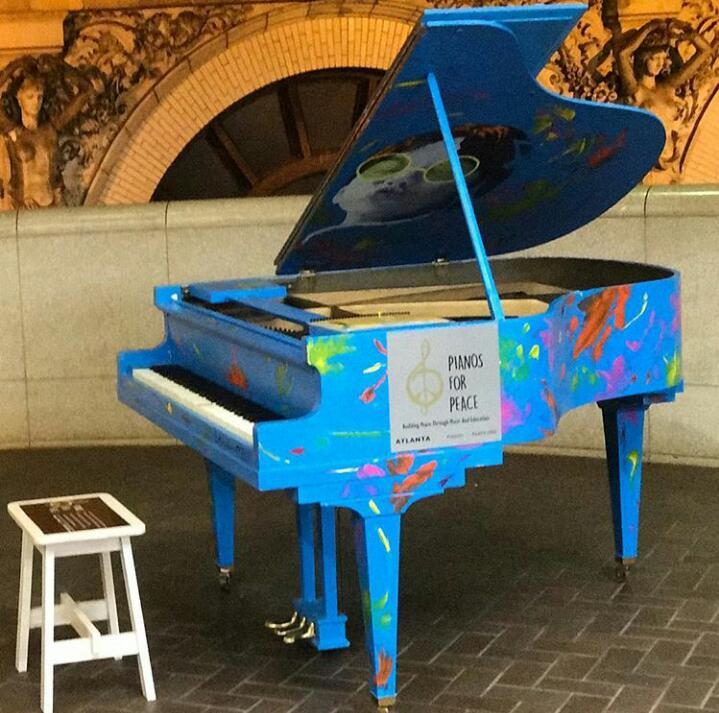
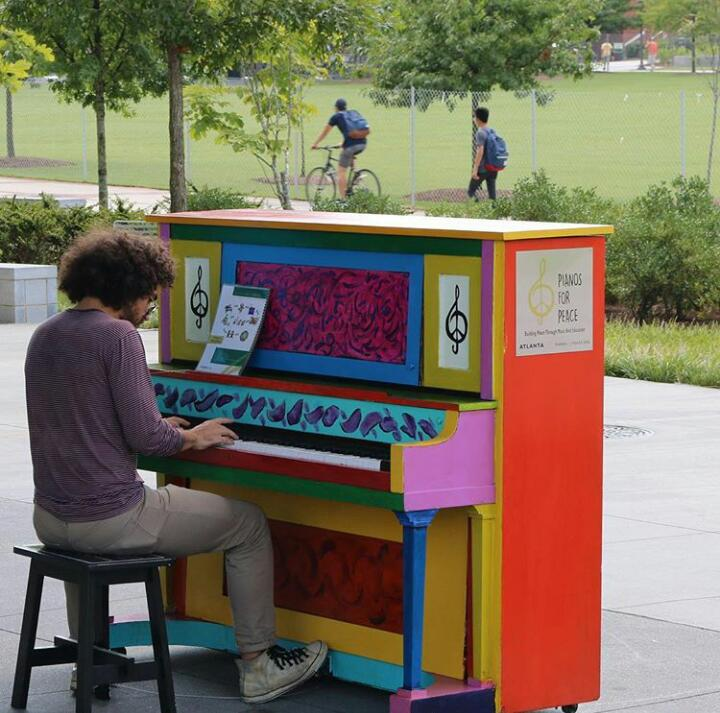